# Mazes and Monsters
Mazes and Monsters é um telefilme estadunidense de 1982 dirigido por Steven Hilliard Stern e estrelado por Tom Hanks. O filme descreve um grupo de estudantes universitários e seu interesse em um jogo de RPG (fictício) de mesmo nome.
O filme foi estrelado por Tom Hanks, na época com 26 anos, em seu primeiro grande papel de protagonista.

## Antecedentes e contexto
O filme é uma adaptação do livro de mesmo título, escrito e publicado em 1981 por Rona Jaffe. Jaffe baseou seu romance em artigos e matéria de jornal imprecisas sobre o desaparecimento de James Dallas Egbert III da Michigan State University em 1979 e seu suicídio no ano seguinte. 
Os jornais haviam noticiado que em 1979, o adolescente de 16 anos, James Dallas Egbert III havia desaparecido em 15 de agosto daquele ano, em  túneis subterrâneos na Universidade de Michigan para jogar um live action RPG baseado no jogo Dungeons & Dragons. 
Esta era a teoria inicial de William Dear, um detetive particular contratado pelos pais de James Egbert, explicou eventos reais e as razões por trás do mito de mídia em seu livro de 1984, The Dungeon Master.
O filme estreou na CBS em 1982. É estrelado por Tom Hanks, Wendy Crewson, David Wallace e Chris Makepeace. O filme está atualmente disponível em VHS, DVD e Amazon Prime.
Como o livro no qual é baseado, o filme trata a prática de jogos de RPG como indicativo de necessidades neuróticas profundas. Pelo menos um protagonista é (ou, pelo menos, parece ser) sofrendo de esquizofrenia (ou alguma condição análoga) e, no final, após atingir adulta, outros jogadores deixam de jogar RPG.

## Enredo
O enredo do filme aborda a história de um grupo de estudantes aficionados por um RPG (fictício) com o nome "Maze and Monster", no qua cada um inventa seres imaginários, mas escolhem como local de jogo uma caverna.

## Elenco
- Tom Hanks....Robbie Wheeling
- Wendy Crewson....Kate Finch
- Chris Makepeace....Jay Jay Brockway
- Anne Francis....Ellie
- Murray Hamilton....Lt. John Martini
- Vera Miles....Cat